# Jan Kłocki
Jan Kłocki (Kłodzki) herbu Ogończyk – stolnik kowieński w latach 1629–1632, podstoli kowieński w latach 1626–1629, dzierżawca miadziolski.
Żonaty z Zofią Jaskołdówną.
Poseł na sejm 1624 i 1628 roku.
Poseł na sejm konwokacyjny 1632 roku z powiatu kowieńskiego. Był elektorem Władysława IV Wazy z województwa trockiego w 1632 roku i posłem na sejm elekcyjny 1632 roku z powiatu kowieńskiego.